# Nesiotoniscus patrizii
Nesiotoniscus patrizii là một loài chân đều trong họ Trichoniscidae. Loài này được Brian miêu tả khoa học năm 1953.